# Шарап (Новокузнецкий район)
Шарап — деревня в Новокузнецком районе Кемеровской области. Входит в состав Загорского сельского поселения.

## География
Центральная часть населённого пункта расположена на высоте 261 м над уровнем моря.

## Население
| 2010 |
| ---- |
| 4    |

### Половой состав
По данным Всероссийской переписи населения 2010 года, в деревне проживало 4 человека (2 мужчины, 2 женщины).